# Antonio Blasi
Antonio Blasi, fue un religioso y sacerdote mercedario griego a la que la tradición y la orden mercedaria atribuyen haber sido arzobispo de Atenas. Es venerado como beato por la Iglesia católica y su memoria litúrgica se celebra el 5 de abril.